# Platypleura transitiva
Platypleura transitiva — вид цикад. Описаний у 2021 році.

## Поширення
Ендемік Філіппін. Поширений на острові Мінданао. Типовий зразок виявлений за 8 км західніше поселення Діатагон (08°42'N, 126°05'E) у муніципалітеті Ліанга в провінції Південне Сурігао.

## Опис
Цей вид має ширший темно-сірий хмарний візерунок на внутрішній половині переднього крила та ширшу сіру частину анальної комірки, ніж у Platypleura elizabethae Lee, 2009. Цей вид відрізняється від Platypleura dinagatensis Lee, 2016 коротшим рострумом, вужчим і світлішим хмарним малюнком на передньому крилі, відсутністю центральної білої плями на передньому крилі, вужчою темною плямою на задньому крилі та темнішою анальною ланкою заднього крила.

## Назва
Видовою назвою є латинське слово transitiva, що означає «перехідний» у зв'язку з хмарними візерунками на крилах, які є перехідними за формою та площею серед споріднених видів з Філіппін.